# Toe (Band)
Toe ist eine japanische Band. Obwohl oft dem Genre Post-Rock zugeordnet ist ihre Musik sehr ähnlich der vieler Math-Rock-Bands.

## Geschichte
Toe besteht aus Takashi Kashikura (柏倉 隆史) am Schlagzeug, Takaaki Mino (美濃 隆章) und Hirokazu Yamazaki (山嵜 廣和) an der Gitarre, sowie Satoshi Yamane (山根 さとし) am E-Bass. Diese Besetzung hat sich seit der Gründung im Jahr 2000 nicht geändert.
Zusammen mit den Bands Mouse on the Keys und Enemies sind sie Teil des kleinen Independent-Labels Machu Pichu, welches ursprünglich von einigen Mitgliedern toes gegründet wurde.
Der Großteil ihrer Musik ist instrumental, in einigen Stücken werden sie allerdings durch die japanische Sängerin Toki Asako begleitet. Toes Klang ist vor allem geprägt durch das schnelle und präzise Spiel Takashis und die melodischen Gitarrenriffs Takaakis und Hirokazus. Sehr markant ist auch der häufige Tempo- und Rhythmuswechsel, durch die ihre Kompositionen ihren einzigartigen Stil bekommen. Über die letzten Jahre hinweg erweiterten sie ihren Sound, indem sie sich akustischer Gitarren, Rhodes Pianos und Vibraphone bedienten.
Die Gruppe tourt regelmäßig in ganz Japan und kann hauptsächlich mit Bands wie The Album Leaf und Pele verglichen werden.

## Diskografie
Alben
- Pele/toe (Dis(ign) Muzyq [JP], 2001 & Polyvinyl Records [US] 2004) Split-EP
- Songs, Ideas We Forgot (Catune, 2002) EP
- Re:designed (Catune, 2003) Remixalbum
- The Book About My Idle Plot on a Vague Anxiety (Catune, 2005; Machu Picchu, 2012; White Noise Records HK, 2012)
- New Sentimentality (Machu Picchu, 2006) EP
- New Sentimentality "Tour Edition" (White Noise Records HK, 2008)
- For Long Tomorrow (White Noise Records HK, 2009)
- Toe/Collection of Colonies of Bees (2009) EP
- The Future Is Now (Machu Picchu, 2012; White Noise Records HK, 2012; Topshelf Records 2012) EP
- Hear You (MachuPicchu Industrias, 2015)
- Our Latest Number (MachuPicchu Industrias, 2018; White Noise Records HK, 2018; Topshelf Records 2018) EP
- That’s Another Story (2018) Kompilation
- 独演会 Doku-En-Kai (2021) Livealbum
- Now I See the Light (2024)

Videoalben
- RgbDVD (2005)
- CutDVD (2010)
- 8 Days DVD (2012)
- Doku en Kai (2021)